# Cathy's Book
 (décembre 2009).
Si vous disposez d'ouvrages ou d'articles de référence ou si vous connaissez des sites web de qualité traitant du thème abordé ici, merci de compléter l'article en donnant les références utiles à sa vérifiabilité et en les liant à la section « Notes et références ».
Cathy's Book (titre original : Cathy's Book) est un roman en réalité alternée écrit par Sean Stewart et Jordan Weisman, illustré par Cathy Brigg, paru en 2006 puis traduit en français et publié aux éditions Bayard en catégorie jeunesse en 2008. Le livre comprend une enveloppe contenant des indices : photos, cartes de visites, articles de journaux, des archives administratives (ex: acte de naissance, acte de décès...), etc.

## Résumé
Cathy – complètement amoureuse de Victor, qui vient de la plaquer sans raison – est intriguée par sa soudaine disparition et par la mort de Carla Beckman, celle que Cathy détestait plus que tout et qui fréquentait Victor. Complètement abasourdie par la rupture, Cathy entreprend des recherches et fouille chez Victor. Elle veut savoir ce qui s'est passé et trouve suspecte la mort de Carla. Elle fait la rencontre de Tsao, « le papa » de Victor. Elle est entraînée dans une foule de péripéties, fait des conclusions (pas si concluantes que ça) et finit par être emmenée par deux faux policiers, engagés par l'ancêtre Lu. Elle a le déplaisir de rencontrer Lu et se retrouve nez-à-nez avec la mort mais Victor débarque pour la sauver, et après débat et combat, Cathy voyant toutes les blessures de celui-ci disparaître, comprend que Victor est immortel.

## Quelques informations
Il existe trois tomes :
- Cathy's Book (23/10/2008)
- Cathy's Key (13/11/2009)
- Cathy's Ring (21/10/2010 - à la suite des grèves 28/10/2010)
Les livres de la trilogie Cathy sont : des numéros à appeler, des sites à découvrir, des indices... Un mystère à résoudre, à toi d'enquêter !
Les numéros étaient complètement gratuits en France métropolitaine et à partir d'un poste fixe (numéros en 0800). Depuis la réédition ils sont non-surtaxés (numéros en 01) ; mais ces numéros (et donc messagerie à cracker) qui étaient joignables gratuitement par l'intermédiaire du site d'Emma, le site officiel rubrique MESSAGES (prix d'une connexion internet), sont maintenant non disponibles. Les numéros de téléphone écrits dans le livre ou sur les indices correspondent à chacune des messageries des personnages ayant leurs numéros indiquée et leurs voix sont telles que l'on peut les imaginer dans la réalité!